# Evanescence (Album)
Evancescence ist das dritte Studioalbum der gleichnamigen US-amerikanischen Rockband Evanescence, das am 11. Oktober 2011 über das Label Wind-Up Records veröffentlicht wurde. Das Album erreichte Platz eins der Billboard 200 und Platz fünf in Deutschland. Das Album wurde von Nick Raskulinecz produziert.

## Geschichte
Das Album wurde von Amy Lee bereits 2009 im Forum der Internetseite der Band angekündigt. Nach dem Vorgängeralbum benötigte Lee eine Pause und war sich nicht sicher, ob es ein neues Album geben würde und wenn ja, wann. Schließlich entschied sich Lee, wieder mit den Bandkollegen zu arbeiten. Das neue Album sollte mehr in einer Bandkollaboration entstehen. Es sollte dann im August oder September 2011 erscheinen. Schließlich wurde das Album für den 4. Oktober angekündigt, jedoch wurde das Erscheinungsdatum um eine Woche verschoben. In Deutschland erschien es aber trotzdem schon am 7. Oktober.
Zur Promotion der Vorabsingle What You Want spielte die Band das Lied einen Tag vor der Veröffentlichung, am 8. August 2011, erstmals live.

## Erfolg und Kritik
Das Album erreichte Platz eins der Billboard 200, in Großbritannien Platz vier, in Deutschland Platz fünf. Bei Metacritic erhielt es 63 von 100 Punkten aus neun Kritiken. Auch sonst wurde es im Wesentlichen positiv bewertet. Auf der Website Allmusic.com wurde das Album Evanescence von Stephen Thomas Erlewine als „aural candy for aging goths and tortured tweens alike“ („Zucker, sowohl für die Ohren von alternden Goths als auch von gebeutelten ‚Tweens‘“) bezeichnet. Die Wertung des Albums lag bei 3,5 von 5 Sternen.

## Titelliste

### Standard Edition
| #  | Titel              | Songwriter                                 | Länge | Bemerkung                        |
| -- | ------------------ | ------------------------------------------ | ----- | -------------------------------- |
| 1  | What You Want      | Lee, Balsamo, McCord                       | 3:41  | Erste Single (8. August 2011)    |
| 2  | Made of Stone      | Lee, Balsamo, McCord, “Science”, McLawhorn | 3:32  |                                  |
| 3  | The Change         | Lee, Balsamo, McCord, “Science”, McLawhorn | 3:43  |                                  |
| 4  | My Heart Is Broken | Lee, Balsamo, McCord, Zack Williams        | 4:30  | Zweite Single (1. November 2011) |
| 5  | The Other Side     | Lee, Balsamo, McCord, “Science”            | 4:04  |                                  |
| 6  | Erase This         | Lee, Balsamo, McCord, McLawhorn            | 3:52  |                                  |
| 7  | Lost in Paradise   | Lee                                        | 4:42  | Dritte Single (25. Mai 2012)     |
| 8  | Sick               | Lee, Balsamo, McCord, “Science”            | 3:29  |                                  |
| 9  | End of the Dream   | Lee, Balsamo, McCord, “Science”            | 3:49  |                                  |
| 10 | Oceans             | Lee, Balsamo, McCord                       | 3:37  |                                  |
| 11 | Never Go Back      | Lee, Balsamo, McCord                       | 4:26  |                                  |
| 12 | Swimming Home      | Lee, “Science”                             | 3:43  |                                  |

### Bonustracks (Deluxe Edition)
| #  | Titel            | Songwriter                      | Länge |
| -- | ---------------- | ------------------------------- | ----- |
| 13 | New Way to Bleed | Lee, Balsamo                    | 3:46  |
| 14 | Say You Will     | Lee, Balsamo, McCord            | 3:43  |
| 15 | Disappear        | Lee, Balsamo, McCord, McLawhorn | 3:07  |
| 16 | Secret Door      | Lee, “Science”                  | 3:53  |

### Bonustracks (Japanische Edition)
| #  | Titel                            | Songwriter | Länge |
| -- | -------------------------------- | ---------- | ----- |
| 13 | The Last Song I’m Wasting on You | Lee        | 4:07  |

### iTunes-Bonustracks
| #  | Titel                              | Songwriter           | Länge |
| -- | ---------------------------------- | -------------------- | ----- |
| 13 | What You Want (Elder Jepson Remix) | Lee, Balsamo, McCord | 3:18  |

### Bonus-DVD
| # | Titel                                        | Länge |
| - | -------------------------------------------- | ----- |
| 1 | What You Want (Video)                        | 3:41  |
| 2 | Making the What You Want Music Video – Day 1 | 6:43  |
| 3 | Making the What You Want Music Video – Day 2 | 10:05 |
| 4 | Behind the Scenes – In the Studio            | 8:25  |
| 5 | Behind the Scenes at the Photoshoot          | 3:03  |
| 6 | On the Songs                                 | 8:41  |